# Ernst von Waldthausen

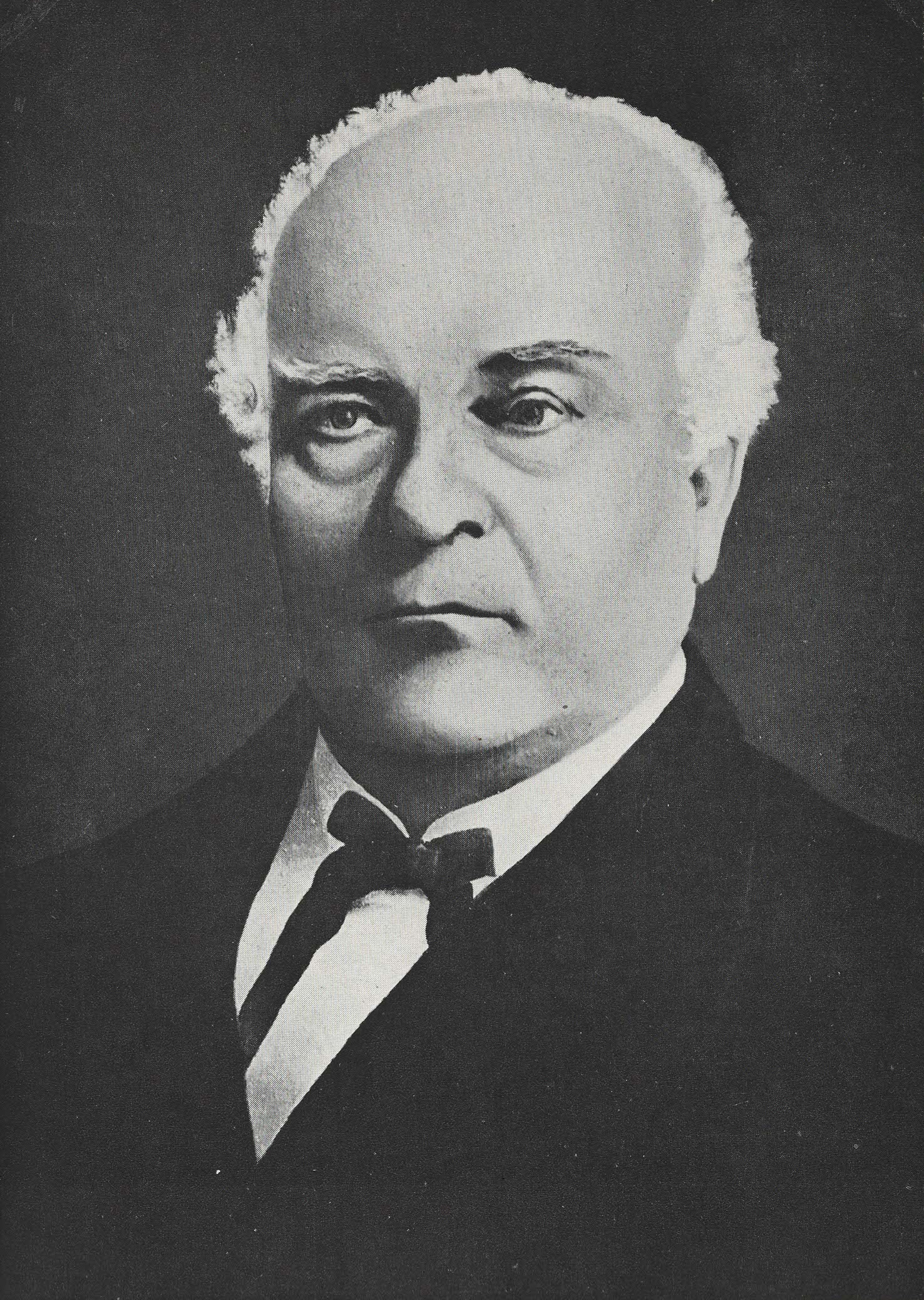
Ernst von Waldthausen

Gustav Ernst von Waldthausen (* 20. Mai 1811 in Essen; † 22. Januar 1883 ebenda) war ein deutscher Kaufmann und Unternehmer. Er amtierte zeitweise als Handelskammerpräsident und Stadtverordneter, trug den Ehrentitel Kommerzienrat und war ein Mitglied der einflussreichen Industriellenfamilie Waldthausen.

## Leben
Von Waldthausen war der Sohn des Wollhändlers Johann Conrad Waldthausen (* 15. Januar 1779 in Essen; † 19. April 1852 ebenda) und dessen Ehefrau Maria Henrica Wilhelmine von Halfern (* 9. Juni 1782 in Essen; † 15. Juli 1814 ebenda im Kindbett). Er war evangelisch und heiratete am 23. August 1836 Amalie Henriette Waldhausen (* 7. Mai 1817 in Essen; † 24. Dezember 1839 ebenda). Nach dem Tod der ersten Ehefrau heiratete er am 5. März 1844 Helene (genannt Lenchen) Sophia Christina Waldhausen (* 21. Februar 1825 in Essen; † 15. April 1902 ebenda). Beide Ehefrauen waren Cousinen 2. Grades.
Er besuchte die lutherische Bürgerschule und machte eine mehrjährige Lehre bei auswärtigen Geschäftspartnern des Vaters. Nach seiner Schul- und Berufsausbildung trat Ernst Waldthausen zusammen mit seinem Bruder Julius in die Fußstapfen seines Vaters Conrad Waldthausen und wurde 1836 Teilhaber in der väterlichen Wollhandelsfirma Wilhelm & Conrad Waldthausen. Ab 1842 wurde er als Inhaber bezeichnet, 1873 führte er nach dem Tod seines Bruders als alleiniger Inhaber das Wollhandelsgeschäft weiter.
Ernst von Waldthausen dehnte das Wollhandelsgeschäft in Bezug auf die Einkaufs- als auch die Absatzmärkte immer weiter aus. Auf seinen zahlreichen Geschäftsreisen vergrößerten sich seine Erfahrungen in Menschkenntnis und technischem Verständnis. Das Einzugsgebiet erweiterte er im Westen bis Frankreich und Großbritannien. Im Osten knüpft er Geschäftsbeziehungen bis nach Russland.
Früh erkannte Ernst von Waldthausen die Bedeutung von Kohle und Stahl. So galt sein Interesse mehr und mehr der aufstrebenden rheinisch-westfälischen Industrie. Sein im Wollhandel erarbeitetes Kapital legte er in den Ausbau des Bergbaus und der Stahlindustrie an und unterstützte so die Männer der Gründerperiode wie Franz Haniel und Alfred Krupp. Ernst von Waldthausen zählte nach 1845 zu den wohlhabendsten Essener Unternehmern.
Er wurde als Nachfolger von Heinrich Theodor Sölling 1848 zum Präsidenten der Essener Handelskammer gewählt. Dieses Amt hatte er bis zu seinem Tod im Jahre 1883 inne. Ihm folgte Carl Julius Schulz. Er war über Jahrzehnte die prägende Persönlichkeit der Kammer. 1856 erhielt er eine Rüge durch die Provinzialregierung, weil er Eingaben der Handelskammer in der Ich-Form schrieb und alleine unterzeichnete.
Im Rahmen seiner bergbaulichen Aktivitäten gründete Ernst von Waldthausen 1856 die Arenbergsche AG für Bergbau und Hüttenbetrieb. Nach seinem Tod 1883 übernahm sein Sohn Oscar von Waldthausen den Vorsitz im Aufsichtsrat. Es folgten Beteiligungen an den Zechen „Emma“ und „Blankenstein“. Auch erkannte er, dass die Transportwege eine wesentliche Rolle spielten und setzte sich persönlich besonders für den Ausbau von Eisenbahnen und Wasserwegen ein. Mehrfach wurde er in dieser Angelegenheit beim preußischen Finanz- bzw. Handelsminister vorstellig. Er war 1864 Initiator der Essener Industriebörse und bis 1883 dort Vorsitzender. 1868 war er Initiator der Essener Bergschule.
In Anerkennung seiner Verdienste erhielt Ernst von Waldthausen 1861 den Ehrentitel „Kommerzienrat“. Von 1877 bis zu seinem Tode war er Stadtverordneter in Essen. Von 1862 bis 1863 war er Abgeordneter im Preußischen Abgeordnetenhaus für den Wahlkreis Düsseldorf 5. Von 1877 bis 1881 war er Mitglied im Provinziallandtag der Rheinprovinz für den Stand der Städte. 
Seine letzte Ruhestätte fand er auf dem Friedhof Bredeney.

Unter Denkmalschutz stehende Grabstätte auf dem Friedhof Bredeney
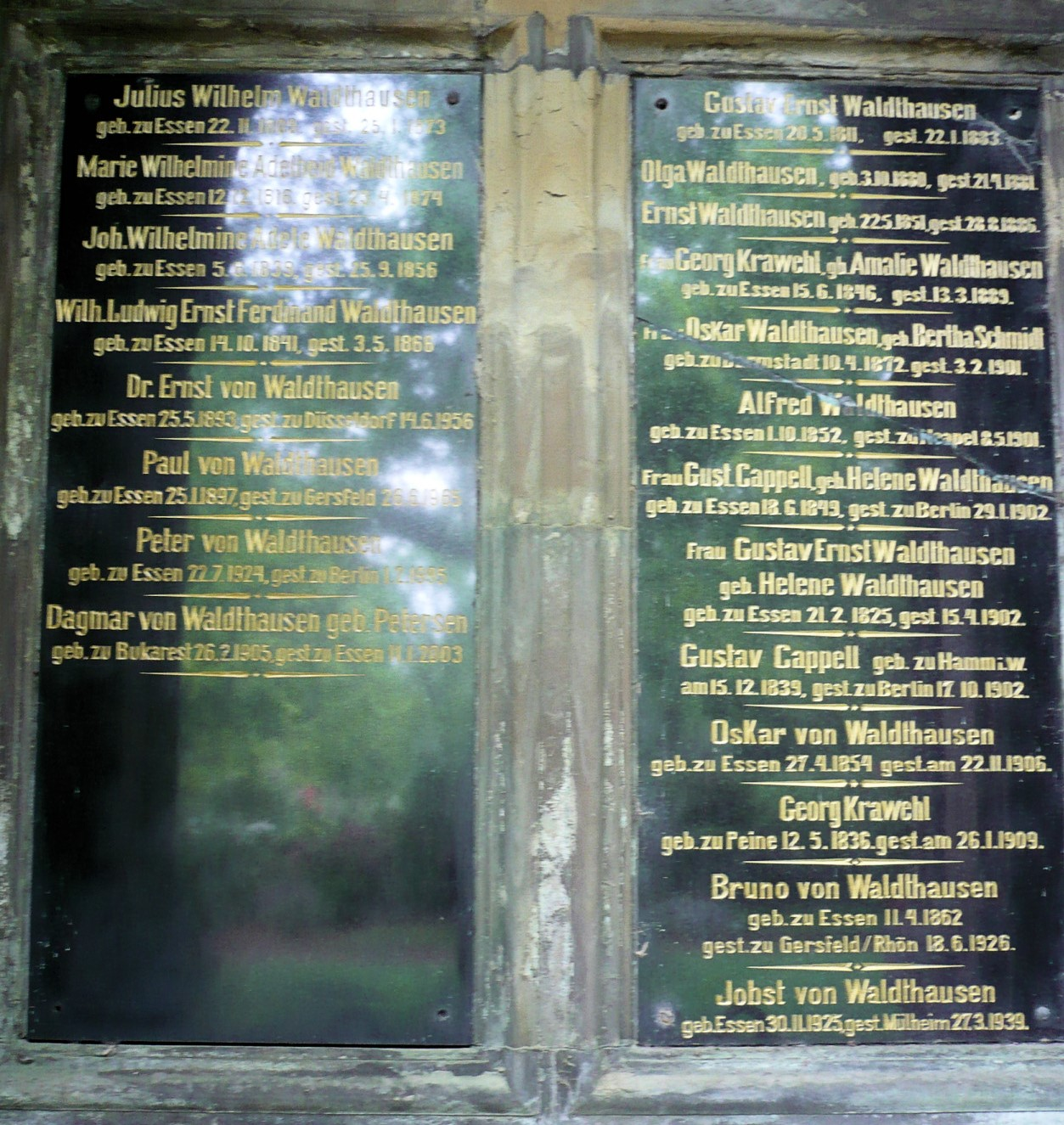
Tafel der Grabstätte, Ernst von Waldthausen befindet sich rechts oben